# Deadly Impact
 Deadly Impact és una pel·lícula de 2010 dirigida per Robert Kurtzman.

## Argument
Un agent de polícia jubilat ajuda el FBI en l'acorralament d'un terrorista manipulador.
Tom Armstrong, un agent de policia és el blanc d'un psicòpata criminal que ha col·locat bombes a tota la ciutat! És una carrera contra rellotge que comença per evitar la mort de milers d'innocents. En aquesta persecució desenfrenada, res no pararà Armstrong per aturar un terrorista que sembla sempre anar unes passes per davant! 80 bombes per Albuquerque i només 80 minuts per desactivar-les!

## Repartiment
- Sean Patrick Flanery: Tom Armstrong
- Joe Pantoliano: David Kaplow
- Carmen Serano: Isabel Ordonez
- David House: Agent especial William Hopter
- Greg Serano: Ryan Alba
- Michelle Greathouse: Kelly Armstrong

## Producció
- L'escenògraf Robert Kurtzman va afirmar que la Metro-Goldwyn-Mayer el va deixar fer aquesta pel·lícula immediatament després de la lectura del guió.
- La pel·lícula ha estat rodada a Albuquerque, Nou Mèxic.
- La primera escena de la pel·lícula ha estat rodat a una tarda.
- El rodatge complet va durar 3 mesos, del 20 d'agost al 21 de setembre de 2007.